# Prontosil
Prontosil je obchodní název historicky prvního průmyslově vyráběného a široce používaného antibakteriálního léčiva a také prvního ze skupiny sulfonamidů. Uveden na trh byl ve 30. letech 20. století. Německý vědec Gerhard Domagk za jeho objev obdržel Nobelovu cenu za fyziologii a medicínu za rok 1939. Později byl nahrazen účinějšími antibiotiky včetně penicilinu.

## Historie
Během třicátých let 20. století se vědci snažili izolovat čistý penicilin, který byl objeven Alexanderem Flemingem roku 1928. Gerhard Domagk mezitím studoval antibakteriální účinky některých syntetických barviv ve společnosti IG Farben spolu s chemiky Fritzem Mietzschem a Josefem Klarerem. Mietzsch zde již dříve úspěšně syntetizoval antimalarikum Atabrin jako náhradu za přírodní chinin a nalezení umělého léku proti tehdy obávaným bakteriálním infekcím se stalo dalším cílem tohoto týmu. Zatímco chemici Mietzsch a Klarer v laboratoři připravovali potenciální léčiva, Domagk je testoval jak in vitro, tak na laboratorních myších, a to proti vysoce virulentní bakterii Streptococcus hemolyticus. Celý rozsáhlý laboratorní tým byl v roce 1929 schopen testovat až 30 látek týdně.
Jednou ze skupin zkoumaných látek se staly azobarviva, u nichž byla na jeden z dusíků navázána sulfonamidová skupina. První z těchto látek připravená Mietzschem a Klarerem nesla označení KL 695 a vykazovala slabé účinky u myší infikovaných streptokokem. Po několika měsících testování podobných sloučenin tým kolem Vánoc 1932 narazil na látku označenou KL 730, která na infikovaných myších vykazovala silné antibakteriální účinky. Pojmenovali ji prontosil rubrum a Mietzsch s Klarerem ji patentovali pod názvem Prontosil. Domagk strávil další tři roky jejím testováním, než v roce 1935 publikoval první výsledky výzkumu.
V následujících letech byl Prontosil použit k vyléčení několika lidských pacientů trpících jak streptokokovou, tak stafylokokovou infekcí; mezi nimi i Domagkova vlastní šestlietá dcera Hildegarda, kterou postihla streptokoková infekce od nesterilizované jehly. Mezi prvními zachráněnými pacienty byl i syn amerického prezidenta Franklina Roosevelta. Objev Prontosilu vedl k vývoji podobných sulfanilamidových léčiv, mezi prvními byl ve francouzských laboratořích připravený Rubiazol. Francouzský chemik Ernest Fourneau se svým týmem v listopadu 1935 objevil, že sám sulfanilamid je účinnou antibakteriální látkou, a v roce 1937 už se sulfanilamid prodával na francouzském, britském i zámořském trhu.

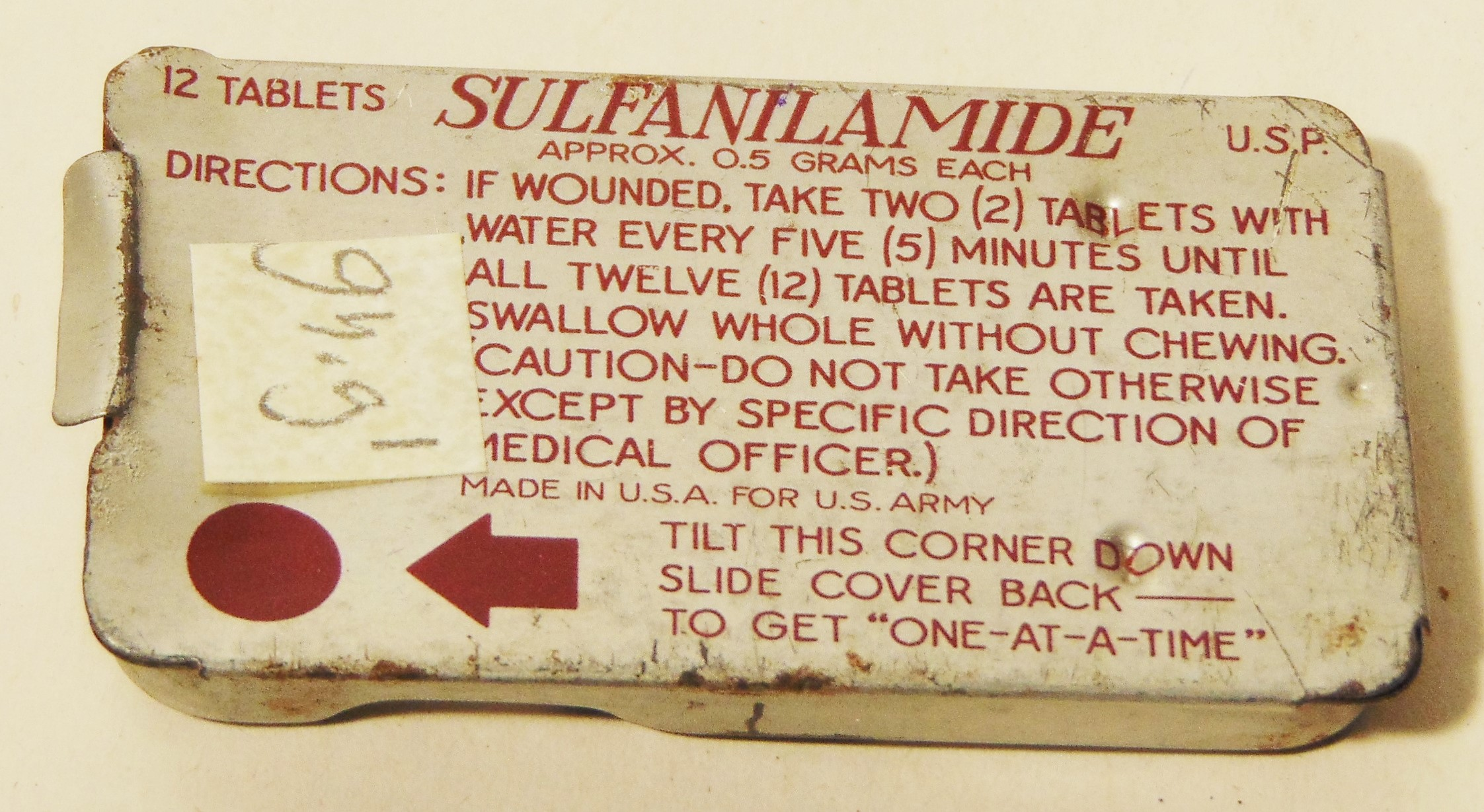
Krabička dvanácti sulfanilamidových tablet používaná za 2. světové války spojeneckými státy

Domagk byl za objev Prontosilu navržen na Nobelovu cenu za fyziologii a medicínu poprvé v roce 1938 a v roce 1939 se stal laureátem. V nacistickém Německu v té době panovala ohledně Nobelových cen nevraživost kvůli udělení Nobelovy ceny za mír za rok 1935 německému pacifistovi Carlu von Ossietzky. Domagka tak po přijetí ceny zatknulo gestapo a byl vězněn do doby, než cenu odmítl. Přijmout ocenění mohl beztrestně až v roce 1947, ovšem už bez propadlé finanční odměny.
V dalších letech Prontosil nahradily příbuzné účinné sulfanilamidy, kterých bylo jen do roku 1945 objeveno více než 5000, a především syntetický penicilin.

## Vlastnosti
Prontosil je fuknčně podobný sulfonilamidu, na který je v těle pacienta metabolizován. Je účinný proti grampozitivním kokům, ale ne proti enterobakteriím.